# Calice Ligure
Calice Ligure là một đô thị ở tỉnh Savona ở vùng Liguria của Ý, có khoảng cách khoảng 60 km về phía tây nam của Genoa và khoảng 20 km về phía tây nam của Savona. Tại thời điểm ngày 31/12 năm, 2004, đô thị này có dân số 1.496 người và diện tích là 19,4 km². Calice Ligure giáp các đô thị: Bormida, Finale Ligure, Mallare, Orco Feglino, Rialto, và Tovo San Giacomo.